# جائحة فيروس كورونا في أركانساس 2020
وصلت جائحة كوفيد-19 إلى ولاية أركنساس الأمريكية في مارس 2020. أُعلن عن أول حالة في أركنساس بتاريخ 11 مارس 2020، في باين بلاف، مقاطعة جيفرسون.

## خلفية
في 12 يناير 2020، أكدت منظمة الصحة العالمية عن ظهور فيروس كورونا المستجد كسبب للمرض التنفسي الذي أصاب مجموعة من الأشخاص في مدينة ووهان، مقاطعة خوبي، الصين، إذ أُبلغ عنهم إلى منظمة الصحة العالمية في 31 ديسمبر 2019. كانت نسبة الوفيات بين الحالات المُشخصة بكوفيد-19 أقل بكثير من جائحة فيروس سارس في عام 2003، لكن انتقال العدوى كان أكبر، والوفيات أيضًا.

## مارس

### 14-11 مارس
في 11 مارس، أكد الحاكم هاتشينسون تسجيل أول حالة فيروس كورونا في الولاية في باين بلاف.
في 12 مارس، أُعلن عن 5 حالات أخرى، 4 منها كانت على اتصال بحالة باين بلاف الأولى، ما دفع المحافظ إلى الأمر بإغلاق المدارس في مقاطعات جرانت، جيفرسون، بولاسكي، وسالين. من المحتمل أن تكون حالة باين بلاف قد أصيبت بالعدوى في نيو أورلينز خلال ماردي جرا.
في 13 مارس، أعلن الحاكم هاتشينسون عن 3 حالات أخرى في الولاية، بما في ذلك الحالة الأولى، وأوصى بعدم عقد تجمعات لأكثر من 200 شخص في المقاطعات التي تحوي الحالات المصابة.

### 18-15 مارس
في 15 مارس، ذكر الحاكم هاتشينسون خلال مؤتمر صحفي أن جميع المدارس الحكومية ستُغلَق ابتداء من الثلاثاء 17 مارس، مع خيار بدء الإغلاق الاثنين 16 مارس. ستبقى المدارس مغلقة خلال عطلة الربيع في الأسبوع التالي. في نفس اليوم، أعلن موقع وزارة الصحة في أركنساس وجود 16 حالة مؤكدة في الولاية.
في 16 مارس، أوصى الحاكم هاتشينسون بأن يكون عدد الأشخاص أثناء المناسبات محدودًا ب 50، وذلك وفقًا لإرشادات مراكز السيطرة على الأمراض والوقاية منها، ومنع السفر غير الضروري من خارج الدولة. تأكدت إصابة القس بكوفيد-19 بعد أن أقام قداس الكنيسة من 6 إلى 11 مارس في كنيسة ريفية. تأكدت إصابة 35 شخصًا وتوفي ثلاثة من بين 92 من الحاضرين. تعاونت وزارة الصحة في أركنساس مع الكنيسة واكتشفت إصابة 26 شخصًا إضافيًا بالفيروس، وتوفي أحدهم.
في 17 مارس، أمر هاتشينسون بإغلاق جميع الكازينوهات لمدة أسبوعين ووعد بالتنازل عن فترة الانتظار لمدة أسبوع واحد للحصول على إعانات البطالة خلال الشهر القادم.
في 18 مارس، قال الحاكم هاتشينسون إن الولاية تعمل على تخصيص مبلغ قدره 12 مليون دولار من أموال منحة تنمية المجتمع الفيدرالية، بهدف استهداف المستشفيات وغيرها من الشركات الضرورية للاستجابة لجائحة كوفيد-19. بالإضافة إلى ذلك، قال إنه سيخصص مبلغ 4 ملايين دولار من صندوق إغلاق الإجراءات السريعة بالولاية الذي سيقدم قروضًا تصل إلى 250 ألف دولار لمساعدة الشركات على متابعة العمل وصرف الرواتب. طلبت الدولة أيضًا إعلانًا من إدارة الأعمال التجارية الصغيرة من شأنه أن يساعد في تقديم قروض تصل إلى مليوني دولار لتوفير رأس المال للشركات، وتعمل الولاية أيضًا على تخفيف متطلبات عمل برنامج مساعدة التغذية التكميلية حتى مايو.

### 22-19 مارس
في 19 مارس، أعلنت حكومة الولاية أن المدارس الحكومية ستظل مغلقة حتى 17 أبريل. لن يُسمح للمطاعم والحانات بتقديم خدمات تناول الطعام، ولكن لا يزال بإمكانها تقديم الطلبات الخارجية، بدءًا من 20 مارس؛ سيبدأ موظفو حكومة الولاية في العمل من المنزل؛ وسيبدأ مقدمو الرعاية الصحية بفحص جميع الزوار والموظفين لمعرفة إن كانوا يعانون من الحمى والأعراض الأخرى؛ ستُغلق الأماكن مثل الصالات الرياضية أمام الزوار.
في 20 مارس، أُعلن عن تسجيل 13 حالة جديدة في دار رعاية ليتل روك إذ أُصيب 4 موظفين و9 من السكان. قال وزير التعليم جوني كي أن الولاية ستقدم طلبًا للحصول على إعفاء من الحكومة الفيدرالية لمتطلبات الاختبار. قالت المدعية العامة ليزلي روتلدج إن 3 ملايين دولار إضافية ستضاف إلى برنامج القروض للشركات الصغيرة الذي أعلن عنه المحافظ في 18 مارس.
في 21 مارس، توقعت الدولة أن يصل انتشار الفيروس إلى ذروته في غضون 6 إلى 8 أسابيع، وفي ذلك الوقت سيكون هناك ما يُقدّر بنحو 1000 شخص مريض في المستشفى.
في 22 مارس، ذكرت أركنساس أن الولاية تلقت 25% من معدات الحماية الشخصية المطلوبة من المخزون الوطني للحكومة الفيدرالية. قدّم 8,000 إلى 10,000 مواطن طلبًا للاستقالة من العمل خلال الأسبوع السابق. وبسبب هذا العدد الكبير من الطلبات، قال هاتشينسون إنه سيطلب من الجمعية العامة في أركنساس الموافقة على إضافة مبلغ قدره 1.1 مليون دولار إلى نظام البطالة. قال وزير التجارة مايك بريستون إن لجنة التنمية الاقتصادية في أركنساس تلقت نحو 300 مكالمة ورسالة بريد إلكتروني للاستفسار عن قروض الأعمال التي حددها المحافظ في وقت سابق من ذلك الأسبوع.

### 26-23 مارس
نُقل الموعد النهائي لتقديم ضريبة الدخل الفردية إلى 15 يوليو وخطط هاتشينسون للدعوة إلى جلسة تشريعية خاصة للتعامل مع العجز المتوقع في الميزانية بسبب الجائحة، وستظل الضرائب على الشركات مستحقة الدفع حتى 15 أبريل. توقع هاتشينسون عجزًا يقدر ب 353 مليون دولار في ميزانية الدولة. أُغلقت محلات الحلاقة وصالونات التجميل والأظافر وصالونات التدليك ومحلات الوشم ابتداءً من يوم الثلاثاء 24 مارس.
أُبلغ عن أول حالة وفاة في الولاية بتاريخ 24 مارس، وهو ذكر يبلغ من العمر 91 عامًا من مقاطعة فولكنر. في مؤتمره الصحفي اليومي، أفاد الحاكم هاتشينسون أن وفاة ثانية قد حدثت أيضًا، وهو رجل يبلغ من العمر 59 عامًا من شيروود. أكّد هاتشينسون من جديد أنه لا يريد إصدار أمر بالبقاء في المنزل مثل بقية الدول الأخرى على الرغم من قوله إن الدولة لا تزال في المراحل الأولى من تفشي الفيروس. لاحظ كل من هاتشينسون والدكتور نيت سميث أن 12 أبريل سيكون التاريخ الذي تعود فيه الولاية إلى حياتها الطبيعية، وهو التاريخ الذي ذكره الرئيس ترامب خلال مقابلة في وقت سابق من اليوم.
في 25 مارس، أصدرت هيئة أبو ظبي للسياحة توصية مفادها أنه يجب على جميع المسافرين من نيويورك وجميع المسافرين الدوليين الخضوع للحجر الصحي لمدة 14 يومًا. في 26 مارس، أبلغت الولاية عن الوفاة الثالثة بسبب الفيروس، وهو رجل يبلغ من العمر 73 عامًا من مقاطعة كليبرون. أعلن الحاكم هاتشينسون عن خطة بقيمة 116 مليون دولار لتقديم الدعم للعاملين في مجال الرعاية الصحية في الولاية، منها 91 مليون دولار من الحكومة الفيدرالية. ستوفر هذه الخطة للممرضات مبلغًا إضافيًا قدره 1000 دولار شهريًا مع ارتفاع هذا الرقم إلى 2000 دولار شهريًا للممرضات الذين يعملون على تماس مع مرضى كوفيد-19.

### 31-27 مارس
في 28 مارس، أكّدت الدولة وفاة شخصين آخرين، ليصل المجموع إلى 5. كانت كلتا الحالتين في وسط أركنساس، وكان أحدهما في السبعينيات من عمره والآخر في الأربعينيات. بلغ عدد طلبات الاستقالة من العمل في الأسبوع السابق 30 ألفًا، وهو رقم قياسي مقارنة بـ 9400 الأسبوع السابق.
في 30 مارس، أبلغت الدولة عن حالة الوفاة السابعة، وهي امرأة تبلغ من العمر 83 عامًا في دار رعاية في ليتل روك. وافق القادة التشريعيون للولاية على طلب الحاكم هاتشينسون لاستخدام 45 مليون دولار من صندوق كوفيد-19 الذي أُنشئ حديثًا، إذ ستستخدم هذه الأموال في المقام الأول لشراء معدات الوقاية الشخصية.

## أبريل

### 6-1 أبريل
أعلنت وزيرة الحدائق والمتنزهات والسياحة في أركنساس، ستايسي هيرست، في محاولة للحد من السياح خارج الدولة، أن حدائق الولاية لن تسمح بعد الآن بالإقامة فيها وأنها ستحد من عدد أماكن وقوف السيارات المتاحة. أُغلقت بعض المسارات في منتزه بيتيت جين ستيت وحديقة بيناكل ماونتن ستيت. قدّم هاتشينسون توصية لوزير داخلية الولايات المتحدة، ديفيد برنهاردت، بإغلاق نهر بافالو الوطني. أعلن نائب الولاية ريجينالد موردوك من ماريانا أنه كان إيجابيًا لاختبار كوفيد-19.
في 2 أبريل، دافع الحاكم هاتشينسون عن قراره بعدم إلزام السكان بالبقاء في المنزل، بحجة أن الخطوات التي اتخذتها الدولة كانت كافية وأن الأمر الرسمي لإغلاق الأعمال غير الضرورية سيُخرج 100.000 مواطنًا من عمله على الأقل. أعلن ويندي كيلي، مدير إدارة التصحيح في أركنساس، أن سجناء الولاية سيصنعون أقنعة من القماش تحت إدارة نظام السجون، مع توقع إنتاج 80.000 قناع. كان العضو الثاني في الهيئة التشريعية للولاية، النائب فيفيان فلاورز باين بلاف، أيضًا إيجابيًا لاختبار كوفيد-19.
في 4 أبريل، وقّع الحاكم هاتشينسون أمرًا تنفيذيًا يقصر أنواع الضيوف الذين يمكنهم الإقامة في الفنادق والموتيلات وأماكن إيجارات العطل على: أخصائيي الرعاية الصحية؛ أول المستجيبين؛ موظفو الولاية أو الفيدراليون في الأعمال الرسمية؛ أعضاء الحرس الوطني في الخدمة الفعلية؛ أعضاء طاقم الطيران؛ مرضى المستشفيات وعائلاتهم؛ الصحفيون؛ الأشخاص غير القادرين على العودة إلى منازلهم بسبب قيود السفر الناجمة عن كوفيد-19؛ مواطنو أركنساس غير القادرين على العودة إلى ديارهم بسبب ظروف استثنائية، مثل الحرائق أو الفيضانات أو الإعصار أو الكوارث الأخرى؛  الأشخاص الذين يحتاجون إلى مأوى بسبب العنف المنزلي أو التشرد؛ موظفو الفنادق والموتيلات ومقدمو الخدمات/ المقاولون الآخرون، الأشخاص البعيدين عن منازلهم بسبب العمل أو السفر المتعلق بالعمل. أضاف أن الولاية شهدت انخفاضًا بنسبة %40 في السفر منذ بداية حالة الطوارئ. يعمل الحرس الوطني في أركنساس على تسليم معدات الحماية الشخصية لمنشآت رعاية صحية معينة.
في 6 أبريل، أعلن الحاكم هاتشينسون أن المدارس ستظل مغلقة حتى نهاية العام الدراسي. أعلن أيضًا أن الولاية سترسل خمسة أجهزة تهوية إلى لويزيانا للمساعدة أثناء انتشار المرض، قائلًا إن أركنساس لديها نحو 800 جهاز تهوية منها نحو 550 جهازًا غير مستخدم.

### 30-28 أبريل
في 28 أبريل، أعلن الوزير هيرست أنه اعتبارًا من 1 مايو، سيُسمح لسكان أركنساس الذين لديهم معسكرات مستقلة بالعودة إلى حدائق الدولة، وسيُعاد فتح الكبائن والنزل لقضاء عطلة نهاية الأسبوع للمقيمين داخل الولاية بدءًا من 15 مايو، إلى جانب المطاعم وخدمة الطعام داخل الحدائق والمتاحف والمعارض ومراكز الزوار.
في 29 أبريل، قال الحاكم هاتشينسون أن المطاعم قد تختار إعادة فتحها في 11 مايو لكن مع تطبيق قيود معينة. لا يُسمح بإعادة فتح الحانات والبارات داخل المطاعم. أعلن عن برنامج منحة بقيمة 15 مليون دولار لمساعدة رجال الأعمال على دفع النفقات المتعلقة بإعادة فتح الأعمال التي تأتي من الأموال التي تلقتها الدولة من قانون مكافحة فيروس كورونا والإغاثة والأمن الاقتصادي.

## مايو
في 23 مايو، حذر الحاكم هاتشينسون سكان أركنساس من عدم الالتزام بتطبيق التباعد الاجتماعي في عطلة نهاية الأسبوع يوم الذكرى بعد أن حدثت مجموعة من الإصابات بكوفيد-19 بعد حفلة سباحة في إحدى المدارس الثانوية في ذلك الشهر.

## استجابة الحكومة

### حكومة الولاية
في 11 مارس، أعلن الحاكم هاتشينسون حالة طوارئ صحية عامة استجابة للحالة الافتراضية الأولى في الولاية. في 12 مارس أمر المحافظ بإغلاق المدارس في مقاطعات سالين وجيفرسون وبولاسكي وجرانت حتى 30 مارس. في 14 مارس، جنّد هاتشينسون الحرس الوطني في أركنساس لتقديم الدعم اللوجستي والنقل والاحتياجات الأخرى. صدرت أوامر بإغلاق جميع المدارس الحكومية يوم الثلاثاء الموافق 17 مارس. في 17 مارس، أغلق هاتشينسون الكازينوهات لمدة أسبوعين وخفف القيود على المطالبة بإعانات البطالة لمدة 30 يومًا. في 19 مارس، أعلن هاتشينسون عن إجراءات جديدة للمساعدة في الحد من انتشار المرض، بما في ذلك إبقاء المدارس العامة مغلقة حتى 17 أبريل ومنع المطاعم والحانات من تقديم خدمات تناول الطعام.

### الحكومات المحلية

#### ليتل روك
في 16 مارس، أعلن عمدة ليتل روك فرانك سكوت جونيور حظر التجول على مستوى المدينة لمنع السكان من البقاء في الخارج من الساعة 12 صباحًا حتى 5 صباحًا ابتداءً من يوم الأربعاء 18 مارس، ولم ينطبق هذا على المسافرين من وإلى العمل. كان ضباط شرطة ليتل روك يستجوبون الناس في الأماكن العامة، لكنهم لم يوقفوا السائقين أو الأشخاص المشردين. في 25 مارس، مدد سكوت حظر التجول ليبدأ الساعة 9 مساءً، وينتهي في الساعة الخامسة صباحًا، أعلن أيضًا عن فرض حظر التجول أثناء النهار للقاصرين من الساعة 9 صباحًا وحتى 2:30 مساءً.  والذي سيكون ساري المفعول من 30 مارس إلى 17 أبريل. أصدر سكوت أمرًا تنفيذيًا في 25 يونيو 2020 يتطلب استخدام الأقنعة في الأماكن العامة عندما لا يمكن الحفاظ على مسافة اجتماعية تبلغ 6 أقدام.

#### فايتفيل
في 16 مارس، صوّت مجلس مدينة فايتفيل بالإجماع على منح عمدة سلطات الطوارئ لتنظيم التجمعات. خصص المجلس مبلغ 3 ملايين دولار من أموال الطوارئ لمواجهة الجائحة محليًا. أصدر مجلس مدينة فايتفيل قانونًا في 16 يونيو 2020 يتطلب ارتداء الأقنعة في معظم الأماكن العامة الداخلية. في اليوم التالي (17 يونيو 2020)، أشار هاتشينسون، خلال مؤتمره الصحفي اليومي القصير، إلى أنه يعارض قانون أقنعة الوجه الخاص بفايتفيل، مشيرًا إلى أنه يفضل ألا تتخذ المدن هذا الإجراء ما أدى إلى وجود قوانين مختلفة لكل مدينة.

## التأثير

### التعليم

#### الكليات والجامعات
أعلنت جامعة ولاية أركنساس في جونزبورو في 15 مارس أنه اعتبارًا من يوم الثلاثاء 17 مارس، ستُنقل جميع الدروس وتُعطى عبر الإنترنت للفترة المتبقية من الفصل الدراسي. سيظل الحرم الجامعي مفتوحًا، وسيُعاد إعادة تقييم إقامة حفلات التخرج مع اقترابها.
أُغلقت كلية جنوب شرق أركنساس في باين بلاف يوم 11 مارس بعد تعرض ثلاثة من طلابها لمريض باين بلاف الأول.
أعلنت جامعة جنوب أركنساس في ماغنوليا في 12 مارس أنها ستلغي جميع الفصول المقررة في الأسبوع من تاريخ 16 مارس وحتى 20 مارس، قبل أسبوع عطلة الربيع. سيتحول التعليم بالكامل عبر الإنترنت بدءًا من 30 مارس وحتى نهاية الفصل الدراسي. لم يُغلق الحرم الجامعي وبقي السكن والطعام والخدمات الأخرى عاملة.
أعلنت جامعة أركنساس في فايتفيل يوم 12 مارس أنها ستعلق جميع الفصول الدراسية على الفور وستبدأ الدورات عبر الإنترنت ابتداءً من يوم الاثنين 16 مارس وستستمر حتى نهاية الفصل الدراسي. أعلنت الجامعة أنها ستغلق الحرم الجامعي بعد أن كان اختبار أحد الطلاب إيجابيًا لكوفيد-19 في 24 مارس، وأعطت الطالب حتى 3 أبريل للمغادرة.
أعلنت جامعة أركنساس في مونتيسيلو في 17 مارس أن جميع الدروس ستُعطى عبر الإنترنت حتى نهاية الفصل الدراسي. ظلت الجامعات مفتوحة، بما في ذلك قاعات الإقامة وخدمات الطعام. في 19 مارس، أعلنت الجامعة، بناءً على توصية من مجلس أمناء جامعة أركنساس، تأجيل حفل الخريجين التجريبي ودعوتهم للمشاركة مباشرةً في حفل 11 ديسمبر.

### الرياضة
أعلنت جمعية الأنشطة في أركنساس في 12 مارس عبر تويتر أن جميع الأنشطة الرياضية والأنشطة الربيعية ستُعلّق من 15 مارس وحتى 30 مارس، مع خطط لإعادة التقييم في ذلك الوقت.
في الرياضات الجامعية، ألغى الاتحاد الوطني للجامعات جميع بطولات الشتاء والربيع، وأبرزها بطولة كرة السلة للرجال والنساء في القسم الأول، والتي أثرت على الكليات والجامعات على مستوى الولاية. في 16 مارس، ألغت الرابطة الوطنية للناشئين الرياضيين بالمدرسة ما تبقى من مواسم الشتاء بالإضافة إلى مواسم الربيع.